# Brachauchenius
 Brachauchenius  (Gr. brakhys „kurz“, aukhen „Nacken“, + ius) war ein großer Pliosaurier und der letzte Vertreter dieser Gruppe im nordamerikanischen Western Interior Seaway. 
Er ist von drei fast vollständig erhaltenen Schädeln, Flossen und zwei teilweise erhaltenen Skeletten bekannt. Es wurde nur eine Art beschrieben, die Typusart Brachauchenius lucasi.

## Merkmale
Brachauchenius war ein sehr großer Pliosaurier und erreichte eine Länge von elf Metern, von denen der Schädel 1,5 Meter einnahm. 
Die Flossen wurden etwa 1,8 Meter lang. Er hatte nur 13 sehr kurze Halswirbel denen die bauchseitigen Öffnungen fehlten, die es bei den meisten anderen Pliosauriern gab. Sie sind mit einköpfigen Rippen verbunden, während die anderen Pliosaurier doppelköpfige Halsrippen hatten. Der Hals erreichte 75 % der Schädellänge und ist damit der relativ kürzeste aller Plesiosaurier. Der Schädel ist dreieckig, hinten breit und läuft vorne spitz zu. 
Er ähnelt mehr dem eines Mosasauriers als dem anderer Pliosaurier, deren Schnauzen vor den Nasenlöchern abgestuft waren. Die großen Zähne waren durch Rillen strukturiert, die sich zur Zahnbasis hin verzweigten.

## Systematik
Brachauchenius wird zur Familie der Pliosauridae gezählt, von einigen Wissenschaftlern aber zusammen mit Kronosaurus in die eigene Familie Brachauchenidae gestellt.